# 九龍巴士34M線
九龍巴士34M線是香港新界荃灣區的一條循環巴士路線，來往灣景花園及荃灣站，提供灣景花園及麗城花園來往港鐵荃灣站的巴士服務。

## 歷史
- 1989年1月23日：本線為配合荃灣西部發展而投入服務。[1]
- 1992年10月5日：隨著灣景花園巴士總站啟用，總站由荃灣西約遷往該處。
- 1997年8月1日：本線改為全空調服務，全線改派單層空調巴士行走。
- 2015年12月31日：增設到站時間預報。

## 服務時間及班次
| 灣景花園開       | 灣景花園開  | 灣景花園開   |
| 日期             | 服務時間    | 班次（分鐘） |
| ---------------- | ----------- | ------------ |
| 星期一至五       | 05:45-06:45 | 15           |
| 星期一至五       | 06:45-07:21 | 12           |
| 星期一至五       | 07:21-07:51 | 10           |
| 星期一至五       | 07:51-08:07 | 8            |
| 星期一至五       | 08:07-08:27 | 10           |
| 星期一至五       | 08:27-09:15 | 12           |
| 星期一至五       | 09:15-15:05 | 15           |
| 星期一至五       | 15:05-18:00 | 12/13        |
| 星期一至五       | 18:00-18:50 | 10           |
| 星期一至五       | 18:50-20:05 | 12/13        |
| 星期一至五       | 20:05-22:05 | 15           |
| 星期一至五       | 22:05-00:05 | 20           |
| 星期六           | 05:45-07:45 | 20           |
| 星期六           | 07:45-09:00 | 15           |
| 星期六           | 09:00-10:00 | 12           |
| 星期六           | 10:00-18:50 | 10           |
| 星期六           | 18:50-20:50 | 12           |
| 星期六           | 20:50-23:05 | 15           |
| 星期六           | 23:05-00:05 | 20           |
| 星期日及公眾假期 | 05:45-08:45 | 20           |
| 星期日及公眾假期 | 08:45-10:30 | 15           |
| 星期日及公眾假期 | 10:30-11:45 | 12/13        |
| 星期日及公眾假期 | 11:45-13:00 | 15           |
| 星期日及公眾假期 | 13:00-20:05 | 12/13        |
| 星期日及公眾假期 | 20:05-23:05 | 15           |
| 星期日及公眾假期 | 23:05-00:05 | 20           |

## 收費
全程：$4.1
| - 本線設有12歲以下小童及65歲或以上長者半價優惠。 - 65歲或以上香港居民使用「樂悠咭」，以及12歲以下合資格殘疾兒童使用「殘疾人士身份」個人八達通繳付車資，均可享有每程$2.0或半價（以較低者為準）的票價優惠；12至64歲合資格殘疾人士使用「殘疾人士身份」個人八達通（包括「樂悠咭」），以及60至64歲香港居民使用「樂悠咭」繳付車資，均可享有每程$2.0或全費（以較低者為準）的票價優惠。 - 65歲或以上長者如使用長者或一般個人八達通繳付車資，則只可享有半價優惠；12至64歲合資格殘疾人士如不使用「殘疾人士身份」個人八達通，以及60至64歲人士如不使用「樂悠咭」繳付車資，必須繳付全費。 - 乘客可以現金或八達通於上車時付款，不設找續。 - 每位成人乘客可免費攜帶最多兩名4歲以下而不佔座位的兒童乘客乘車，超額之4歲以下小童必須繳付小童車費乘車。 - 持有「九巴月票」之乘客在車票有效期內，每日可享最多10程任何九龍巴士及龍運巴士路線（包括本路線，以及聯營路線的九龍巴士／龍運巴士提供的班次；惟乘搭機場「A」及「NA」線則可享原價二七折優惠（不會計算每天10次合資格車程））；而B1線則每日可享最多各2程（不會計算每天10次合資格車程）。 - 九龍巴士、城巴、龍運巴士及陽光巴士全職員工及家屬（不包括外判職員）可免費乘搭本路線，惟必須拍職員或職員家屬八達通。 - 乘客亦可透過多元化電子支付系統（e度嘟）繳付車資，包括使用非接觸式VISA卡、JCB卡、萬事達卡、銀聯卡、美國運通、大來國際、Discover Card、Apple Pay、Google Pay、Samsung Pay、AlipayHK「易乘碼」、支付寶、WeChatHK／微信支付「搭車碼」、銀聯雲閃付「乘車碼」及BOC Pay「乘車碼」。乘客使用此付款方式，使用此支付方式的乘客可享有中途下車之分段收費，以及與其他九巴／龍運獨營路線或聯營線九巴／龍運班次之轉乘優惠，惟不適用於與非九巴／龍運路線之轉乘優惠，亦不能享有「公共交通費用補貼計劃」及「長者及合資格殘疾人士公共交通票價優惠計劃」。 |

### 八達通轉乘優惠
乘客登上本線後150分鐘內以同一張八達通卡轉乘以下路線，或從以下路線登車後150分鐘內以同一張八達通卡轉乘本線，次程可獲車資折扣優惠：
34M←→40，次程可獲$4.2折扣優惠
- 34M往荃灣站 → 40往麗港城
- 40往麗城花] → 34M往灣景花園

34M←→42M、243M，次程可獲$3.8折扣優惠
- 34M往荃灣站 → 42M或243M往青衣
- 42M或243M往荃灣（愉景新城） → 34M往灣景花園

34M←→ 290、290A、290B、290X，次程可獲$4.2折扣優惠
- 34M往荃灣站 → 290、290A、290B、290X往將軍澳
- 290、290A、290B、290X往荃灣西站→ 34M往灣景花園

## 使用車輛

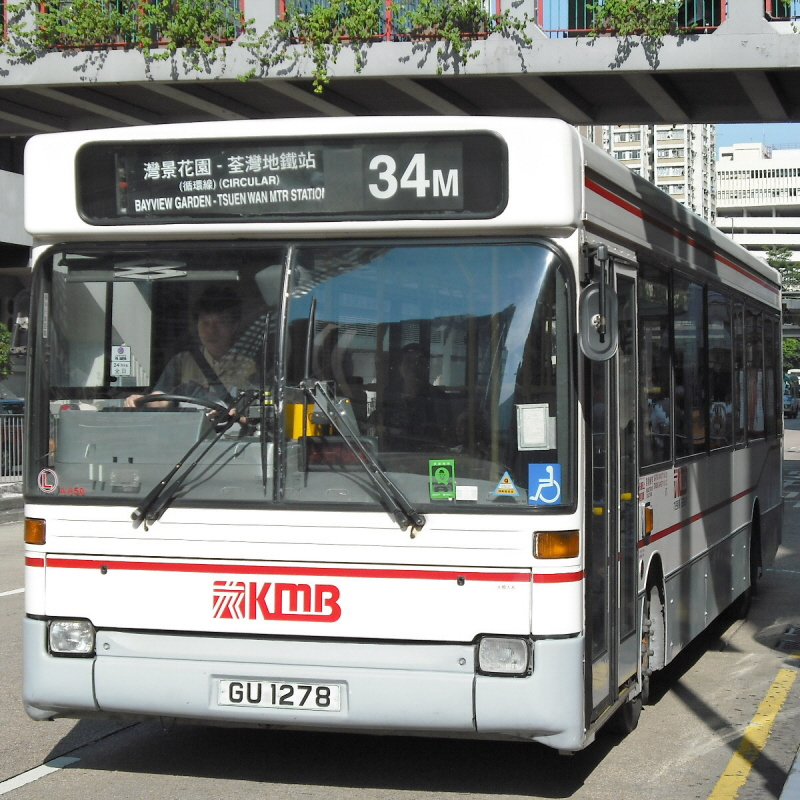
本路线以前使用的丹尼士飛鏢SLF低地台巴士（此巴士已因交通意外退役）

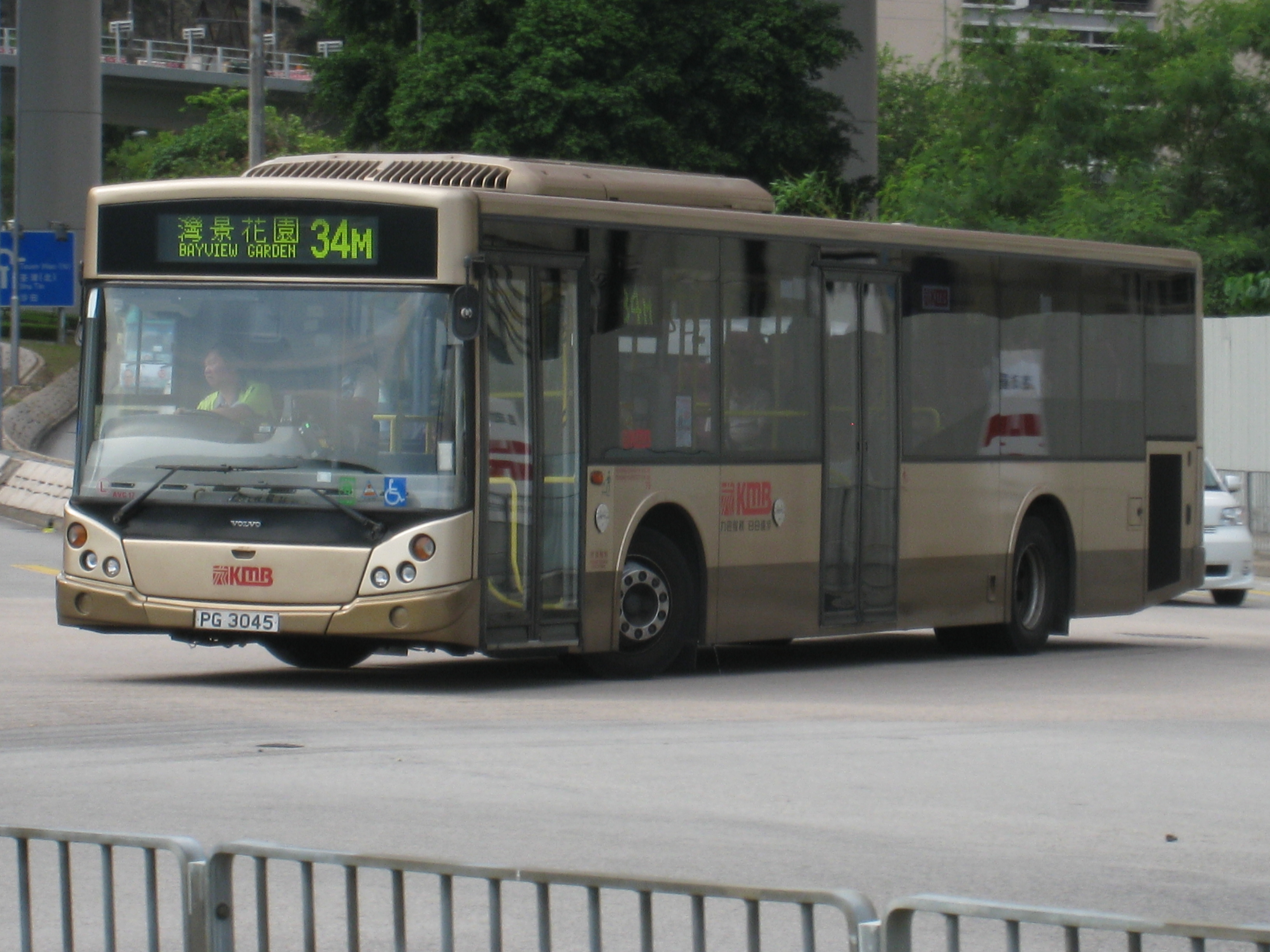
行走本線之富豪B7RLE巴士駛經海興路與海安路交界

最初本路線全線使用三菱 MK117／MK217單層巴士（AM）行走，後來因三菱 MK117／MK217相繼退役，本路線使用三部低地台丹尼士飛鏢行走，亦有灣景花園路線過鐘車（未能按指定時間抵達）的雙層空調巴士和其他富豪B7RLE支援。
為提高載客量，加上本路線特點是路程短而上落流量大，由2010年6月13日起，本線全數三輛低地台Dennis Dart被調往208線，改派三輛2010年6月1日出牌、配備歐盟五型環保引擎的12米MCV Evolution車身富豪B7RLE低地台單層空調巴士（AVC），成為荔枝角廠首兩條引入該款大型單層巴士的路線之一（另一條為234B線），亦是第三條以該款巴士作主力的九巴路線，也是繼73K後，第二條全以歐盟五型引擎巴士作字軌的路線。
有關巴士已於2015年11月28日起全數調走，並於當日起本線受灣景花園總站限制，只可使用10.6米或以下的巴士或富豪B7RLE；如本線必須使用12米巴士，則會於934線之站位停泊。
現時本線使用3輛亞歷山大丹尼士Enviro 200 Dart 10.6米雙門版（AAU），均屬荔枝角車廠。
| 車隊編號 | 車牌   |
| -------- | ------ |
| AAU10    | PW5614 |
| AAU16    | PY2123 |
| AAU22    | PZ1073 |

## 行車路線

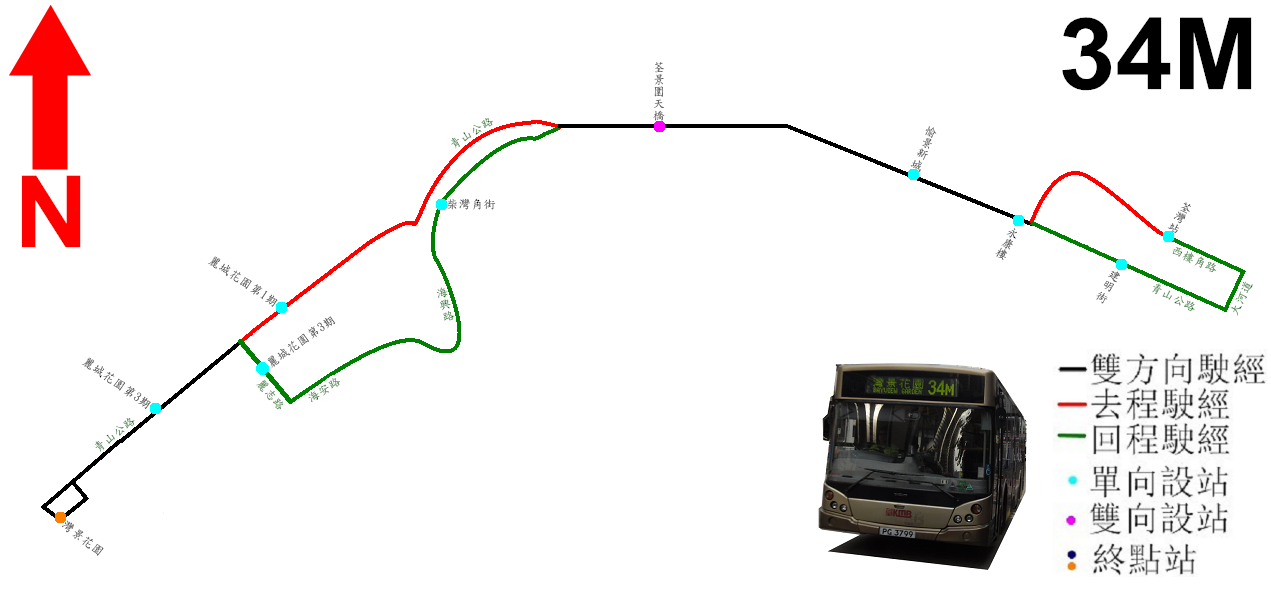
34M線的走線圖

經：青山公路－荃灣段、西樓角路、大河道、青山公路—荃灣段、海興路、海安路、麗志路及青山公路—荃灣段。

### 沿線車站
| 灣景花園開 | 灣景花園開       | 灣景花園開       |
| 序號       | 車站名稱         | 位置             |
| ---------- | ---------------- | ---------------- |
| 1          | 灣景花園巴士總站 | 灣景花園巴士總站 |
| 2          | 麗城花園第三期   | 青山公路－荃灣段 |
| 3          | 麗城花園第一期   | 青山公路－荃灣段 |
| 4          | 荃景圍天橋       | 青山公路－荃灣段 |
| 5          | 愉景新城         | 青山公路－荃灣段 |
| 6          | 荃灣站           | 西樓角路         |
| 7          | 建明街           | 青山公路—荃灣段  |
| 8          | 福來邨永康樓     | 青山公路—荃灣段  |
| 9          | 荃景圍天橋       | 青山公路—荃灣段  |
| 10         | 柴灣角街         | 青山公路—荃灣段  |
| 11         | 麗城花園三期     | 麗志路           |
| 12         | 灣景花園巴士總站 | 灣景花園巴士總站 |

## 客量及客源
本路線是荃灣西約一帶唯一一條港鐵車站的接駁巴士路線，但是由於服務地區已有班次較頻密和車資較便宜的專線小巴服務，小巴班次頻密，大約五分鐘客滿開出，加上小巴站比巴士站更有地理優勢，所以本線之客量一直未能與小巴直接競爭，另外，因為附近屋苑大部份有住戶巴士往返，所以一直欠缺吸引力。更曾經被運輸署提議縮減至平日繁忙時間服務。
現時，本線於早上及下午繁忙時間，都會供不應求，有時接近午夜尾車時間，由於小巴班次不定，加上住戶巴士於下午繁忙時間過後便會停駛，本線有時亦會坐滿；隨著麗城花園二期和麗城花園三期住戶巴士於2013年和2015年減班，本線客量會持續上升，以應付繁忙時間住戶巴士及小巴未能疏導之人潮。
本線的主要客源，均集中於享有半價優惠的乘客，及由愉景新城或荃灣市中心回程的乘客，因為小巴並非循環線服務，小巴亦會客滿開出，中途一定需要選擇巴士。

## 外部連結
- 九巴34M線—九龍巴士